# 巯基膦
巯基膦是一种无机化合物，化学式为H2PSH，它可由硫化氢（或硫）和磷化氢经无极放电制得，副产物为二硫化氢和联膦。它在室温不稳定，在低温凝聚可使之稳定。根据计算（STO-2G*），分子中P-S键的键长为2.035 Å。